# Lagos (estado)
O estado de Lagos é uma divisão administrativa da Nigéria, localizada na parte ao sudoeste do país, criado em 27 de maio de 1967. Sua capital é a cidade de Ikeja. É o menor dos estados da Nigéria, Lagos é o segundo estado mais populoso depois de Kano, e indiscutivelmente o estado economicamente mais importante do país,  Lagos contém, a maior área urbana nacional. Em 2012 a população era 11.009.520 habitantes, numa área de 3.475,1 km².